# Гірчаківський ентомологічний заказник
Гірчакі́вський ентомологічний заказник — об'єкт природно-заповідного фонду Харківської області, ентомологічний заказник місцевого значення.
Розташований біля сіл Гірчаківка та Миколо-Комишувата Берестинського району.
Загальна площа — 5,0 га.
Заказник утворений рішенням Харківської обласної ради від 20 травня 1993 року.
Відповідальний за охорону — ФАОП «Зоря».

## Опис
Заказник розташований на південний захід від села Гірчаківка, у балці, де зберігся фрагмент степового ентомологічного комплексу, трофічно і топічно пов'язаного з цілинними рослинними асоціаціями. Поблизу тече річка Орчик.
До ентомологічної фауни заказника належать рідкісні види комах, що занесені до Червоної книги України: вусач-коренеїд хрестоносець (Dorcadion equestre), махаон (Papilio machaon), каптурниця срібляста (Cucullia argentina).
На території заказника мешкає богомол звичайний (Mantis religiosa), який у 2001 році був уключений до Переліку регіонально рідкісних видів тварин для Харківської області. Згодом вид став численним і у видання Червоної книги Харківської області (2013 рік) вже не потрапив.
Види комах заказника, які були в Червоній книзі України та вилучені з неї в 2009 році, бо їх популяції були відновлені до безпечного рівня: сколія степова (Scolia hirta), рофітоїдес сірий (Rhophitoides canus).
Флора — різнотравно-ковиловий степ.
Ґрунти — чорноземи.

## Заповідний режим
Мета створення заказника:
- збереження та відновлення чисельності комах-запилювачів, які є представниками степу, представленого злаковими та бобовими травами;
- підтримка загального екологічного балансу та забезпечення фонового моніторингу навколишнього природного середовища;
- проведення науково-дослідної та навчально-виховної роботи.

На території забороняється:
- проведення будь-якої господарської діяльності, яка може завдати шкоди заповідному об'єкту та порушити екологічну рівновагу;
- самочинна зміна меж, зміна охоронного режиму, забруднення території;
- розорювання земель, знищення видового складу рослин, тварин;
- будівництво, геологорозвідування, видобування корисних копалин;
- заготівля лікарських рослин та технічної сировини;
- збір рідкісних та занесених до Червоної книги України видів рослин, їх квітів і плодів;
- використання хімічних речовин для боротьби зі шкідниками та хворобами рослин;
- зберігання на території заказника (та в двокілометровій зоні навкруги) всіх видів пестицидів та агрохімікатів;
- організація місць відпочинку, розведення вогнищ;
- відвідування території заказника в період розмноження тварин і вигодівлі молоді (з травня до липня);
- прохід та проїзд автотранспорту через територію заказника поза межами доріг, стежок.

Об'єкт збереження — корисні комахи-запилювачі кормових та інших сільськогосподарських рослин.